# Johann Adolph von Alnpeck
Johann Adolph von Alnpeck (* 1667; † 9. Dezember 1754 in Torgau) war königlich-polnischer und kurfürstlich-sächsischer Generalleutnant. Er war der letzte Vertreter der Familie.
Seine Eltern waren kursächsischer Kapitän Wolf Adolf von Alnpeck († 1689 bei Mainz) und Anna Elisabeth von Alnpeck.
Alnpeck ging schon jung in kursächsische Dienste. Er wurde am 21. Mai 1716 Major im Regiment Kurprinz. Er blieb dort 12 Jahr und wurde am 9. April 1728 Oberstleutnant der ersten Garde, wo er die Stelle des späteren General Caila übernahm. 1739 wurde als Oberst im Infanterie-Regiment Milkau aggregiert, das Regiment ging aber dann an den Grafen Cosel. Alnpeck übernahm stattdessen das Infanterie-Regiment Rochow. Am 24. November 1745 wurde er zum Generalmajor befördert, während des Zweiten Schlesischer Krieges kam er als Kommandeur in die Stadt Meißen. Als die Preußen anrückten, ließ er die Elbbrücken abbauen und die Ufer verschanzen. Am 10. Dezember 1745 fand der General Lehwaldt die Sachsen verteidigungsbereit vor. Es kam zu keinem großen Kampf, denn das sächsische Oberkommando zog die sächsischen Truppen zusammen. Am 15. Dezember 1745 kam es zur Schlacht bei Kesselsdorf, die Sachsen und Österreicher wurden geschlagen und der General ging verwundet in Gefangenschaft. Da aber kurze Zeit später ein Friedensvertrag unterzeichnet wurde, konnte er bald zurückkehren. Im Januar 1748 wurde sein Regiment aufgelöst und am 12. Februar 1754 erhielt Alnpeck den Charakter eines Generalleutnants. Er starb ach kurzer Krankheit am 9. Dezember 1754 in Torgau. Dort wurde er auf eigenen Wunsch in aller Stille beerdigt.
Er war verheiratet, seine Frau starb vor ihm, die Ehe war kinderlos.